# 2019-es WTA Finals
A WTA Finals 2019 a WTA által évente megrendezett, világbajnokságnak is nevezett tenisztorna, amelyen az aktuális WTA-világranglista első nyolc helyezettje vehetett részt. A torna a versenyévad záró eseménye, amelyet 1972 óta rendeznek meg. Egyéniben ez volt a 49. verseny, a párosok ebben az évben 44. alkalommal mérkőztek. A torna jelenlegi elnevezése Shiseido WTA Finals Shenzhen, rövidítve WTA Finals, amelyet 2019–2028 között a kínai Sencsenben rendeznek meg.
A tornára az egyéni világranglista első nyolc helyezettje, valamint a páros világranglista első nyolc párja szerezhetett kvalifikációt, sérülés vagy egyéb okból távolmaradás esetén a ranglista következő helyezettje szerzett jogot a részvételre. A győztes a jelentős pénzdíjazás mellett egyéniben a Billie Jean King-trófeát, párosban a Martina Navratilova-trófeát kapja.
2019-ben a torna összdíjazása 14 000 000 amerikai dollár volt, amely a profi tenisz eddigi legmagasabb díjazása, de korábban soha semmilyen más sportesemény győztese sem részesült ekkora pénzdíjazásban, mint ennek a tornának a győztese.
A 2019-es egyéni tornára Ashleigh Bartyval a regnáló, és még további három egykori világelső kvalifikálta magát. A nyolc versenyző közül öten nyertek már eddigi pályafutásuk során Grand Slam-tornát, összesen nyolc alkalommal. Az ez évi résztvevők közül WTA Finals-trófeával ketten, a jelenlegi címvédő Elina Szvitolina és Petra Kvitová, a 2011-es verseny győztese büszkélkedhetett.
A címvédő egyéniben az ukrán Elina Szvitolina volt, miután az előző évi döntőben 3–6, 6–2, 6–2 arányban legyőzte az amerikai Sloane Stephenst, ezzel pályafutása addigi legnagyobb sikerét elérve nyerte el a WTA 2018. évi világbajnoki címét.
A győzelmet a világelső ausztrál Ashleigh Barty szerezte meg, miután a döntőben 6–4, 6–3 arányban legyőzte a címvédő ukrán Elina Szvitolinát.
A párosok versenyére nyolc egykori páros világelső és a jelenleg regnáló mellett még három korábban hosszabb-rövidebb ideig a páros világranglistát vezető pár kvalifikálta magát.  A címvédő a magyar Babos Tímea és a francia Kristina Mladenovic párosa volt, akik a 2018-as döntőben 6–4, 7–5 arányban legyőzték a cseh Barbora Krejčíková–Kateřina Siniaková párost. Babos Tímea és Kristina Mladenovic megvédték címüket, miután a döntőben 6–1, 6–3 arányban legyőzték a tajvani Hszie Su-vej és a cseh Barbora Strýcová párosát.
A magyar Babos Tímea ötödik alkalommal kvalifikálta magát párosban a tornára, ezúttal harmadszor a francia Kristina Mladenovic párjaként. Babos Tímea ezzel sorban harmadszor lett páros világbajnok, míg Mladenovic másodszor szerezte meg a trófeát. Ezzel a győzelmükkel a világranglista élén zárták a 2019-es versenyévet.

## A verseny

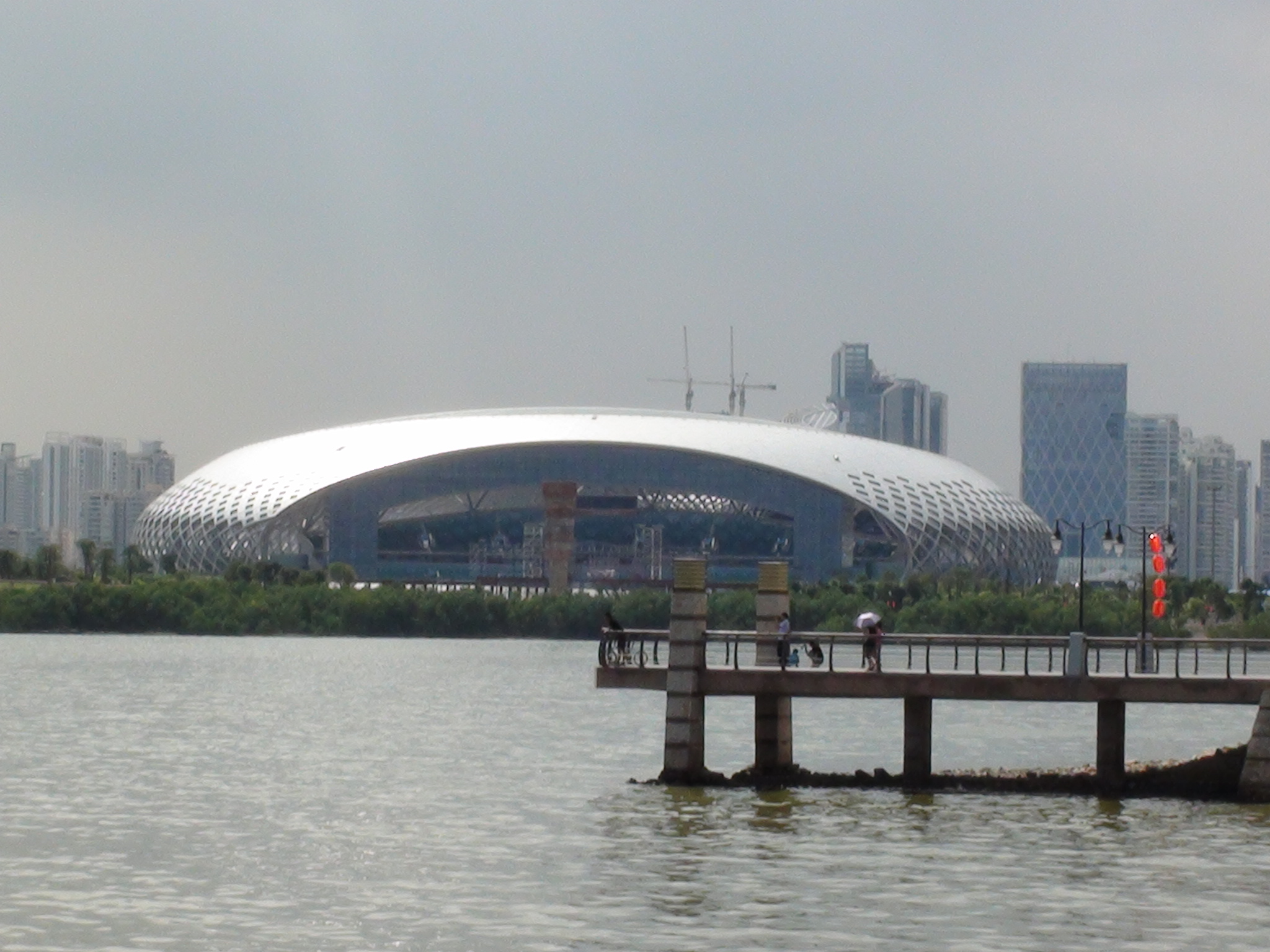
A Shenzhen Bay Sports Center a WTA Finals helyszíne

A verseny helyszíne 2019. október 27–november 3. között a Shenzhen Bay Sports Center. Az esemény idején bemutató versenyekre is sor kerül a WTA feltörekvő csillagai (WTA Rising Star), valamint a WTA legendái (WTA Legends) részvételével.

### A kvalifikáció
Az egyéni versenyre az a nyolc játékos szerezhetett indulási jogot, aki az adott versenyév folyamán  a WTA pontversenyén az előzetesen meghatározott 16 tornát figyelembe véve a legtöbb pontot szerezte. A 16 tornába az alábbiak számítottak bele: a négy Grand Slam-torna, a négy Premier Mandatory torna, az öt Premier 5 torna közül a két legjobb eredmény, valamint a többi versenyen szerzett pontok közül a hat legjobb. Ennek az úgynevezett race pontversenynek a győztese ebben az évben Ashleigh Barty lett, aki a főszponzor Porsche cégtől nyereményként a legújabb típusú Porsche személygépkocsit kapta.
A páros versenyen az év során az adott pár által elért 11 legjobb eredményt vették figyelembe. Az egyéni kvalifikáció szabályaival ellentétben a párosoknál nem volt kötelező sem a Grand Slam-tornák, sem a Premier Mandatory versenyek beszámítása.

### A lebonyolítás formája
Az egyéni versenyen a nyolc résztvevőt két négyes csoportba sorsolják, ahol körmérkőzést játszanak egymással. A csoportok első két helyezettje jut az elődöntőbe. Az elődöntőben a csoportelsők a másik csoport második helyezettjével játszanak a döntőbe jutásért. A döntőt a két elődöntő győztese vívja. A párosok versenye ebben az évben – a korábbi évektől eltérően – ugyanabban a formában zajlik, mint az egyéni verseny.
A helyezések eldöntése a körmérkőzéses szakaszban
A helyezések az alábbiak figyelembe vételével dőlnek el:
1. A győzelmek száma.
2. Ha a győzelmek száma egyenlő, akkor a mérkőzéseken nyert játszmák száma dönt.
3. Ha ez is egyenlő, akkor két játékos holtversenye esetén az egymás elleni eredményt, ha három játékos között van holtverseny, akkor elsőként a játszmaarányt, másodikként a játékarányt veszik figyelembe.

## A díjalap és a ranglistapontok
A 2019. évi WTA Finals díjalapja 14 000 000 amerikai dollár. A díjalap elosztását, valamint a versenyen szerezhető pontokat a táblázat mutatja.
| Eredmény                               | Egyéni pont | Egyéni díj                                                     | Páros pont | Páros díj+                                                     |
| -------------------------------------- | ----------- | -------------------------------------------------------------- | ---------- | -------------------------------------------------------------- |
| Győztes                                | 1500        | 4 725 000 $* 4 420 000 $** 4 115 000 $***                      | 1500       | 1 000 000 $* 950 000 $** 900 000 $***                          |
| Döntő vesztese                         | 1080        | 2 400 000 $* 2 095 000 $** 1 790 000 $***                      | 1080       | 525 000 $* 475 000 $** 425 000 $***                            |
| Elődöntő vesztese                      | 750         | 1 300 000 $* 995 000 $** 690 000 $***                          | 750        | 315 000 $* 265 000 $** 215 000 $***                            |
| Körmérkőzéses szakaszban győzelmenként | 250         | 305 000 $                                                      | 250        | 50 000 $                                                       |
| Körmérkőzéses szakaszban vereségenként | 125         | –                                                              | 125        | –                                                              |
| Startpénz                              | –           | 3 mérkőzés=305 000 $ 2 mérkőzés=265 000 $ 1 mérkőzés=220 000 $ | –          | 3 mérkőzés=150 000 $ 2 mérkőzés=130 000 $ 1 mérkőzés=110 000 $ |
| Tartalékok díjazása                    | –           | 2 mérkőzés=210 000 $ 1 mérkőzés=165 000 $ 0 mérkőzés=125 000 $ | –          | 2 mérkőzés=90 000 $ 1 mérkőzés=70 000 $ 0 mérkőzés=50 000 $    |

Megjegyzések:
+ A párosok esetében a megadott díjak páronként értendők.
A startpénz és a tartalékok részére biztosított díjazás a lejátszott mérkőzések számától függően került kiosztásra, függetlenül a mérkőzésen elért eredménytől.
*Ha a körmérkőzéses szakaszban mindhárom mérkőzést megnyerte.
**Ha a körmérkőzéses szakaszban két mérkőzést nyert.
***Ha a körmérkőzéses szakaszban egy mérkőzést nyert.

## A kvalifikációt szerzett versenyzők

### Egyéni
| # | Versenyző         | Pont | Verseny | Kvalif. dátum  |
| - | ----------------- | ---- | ------- | -------------- |
| 1 | Ashleigh Barty    | 6476 | 14      | szeptember 9.  |
| 2 | Karolína Plíšková | 5315 | 18      | szeptember 15. |
| 3 | Ószaka Naomi      | 5246 | 16      | október 4.     |
| 4 | Simona Halep      | 4962 | 16      | október 2.     |
| 5 | Bianca Andreescu  | 4942 | 12      | október 2.     |
| 6 | Petra Kvitová     | 4401 | 16      | október 7.     |
| 7 | Belinda Bencic    | 4120 | 24      | október 19.    |
| 8 | Elina Szvitolina  | 3995 | 21      | október 14.    |

Szeptember 9-én Ashleigh Barty elsőként kvalifikálta magát a WTA Finals versenyébe. Ezen a napon vette vissza a világranglista vezetését is Ószaka Naomitól. Karolína Plíšková szeptember 15-én a Zhengzhou Open megnyerése után ért el annyi pontot, amellyel biztosította a részvételét. Október 2-án Simona Halep és Bianca Andreescu kvalifikálta magát. Október 4-én ötödikként Ószaka Naomi pontszáma érte el a kvalifikációs határt. Hozzájuk csatlakozott hatodikként október 7-én Petra Kvitová, aki hetedszer résztvevője az évvégi világbajnokságnak. A címvédő Elina Szvitolina október 14-én kvalifikálta magát a tornára. A torna nyolcadik résztvevőjének helyére az utolsó pillanatig nyílt volt a verseny Belinda Bencic és Kiki Bertens között, amely Bencic javára akkor dőlt el, amikor bejutott a Kremlin Cup döntőjébe (amit aztán meg is nyert).
Ashleigh Barty, Bianca Andreescu és Belinda Bencic első alkalommal kvalifikálta magát a WTA Finals egyéni versenyére.
A tartalékok: Kiki Bertens és Sofia Kenin volt. Mindkettejük játékára sor került: Ószaka Naomi vállsérülése miatt Kiki Bertens, míg Bianca Andreescu térdsérülése miatt Sofia Kenin kapott játéklehetőséget.
A győzelmet a világelső ausztrál Ashleigh Barty szerezte meg, miután a döntőben legyőzte a címvédő ukrán Elina Szvitolinát.

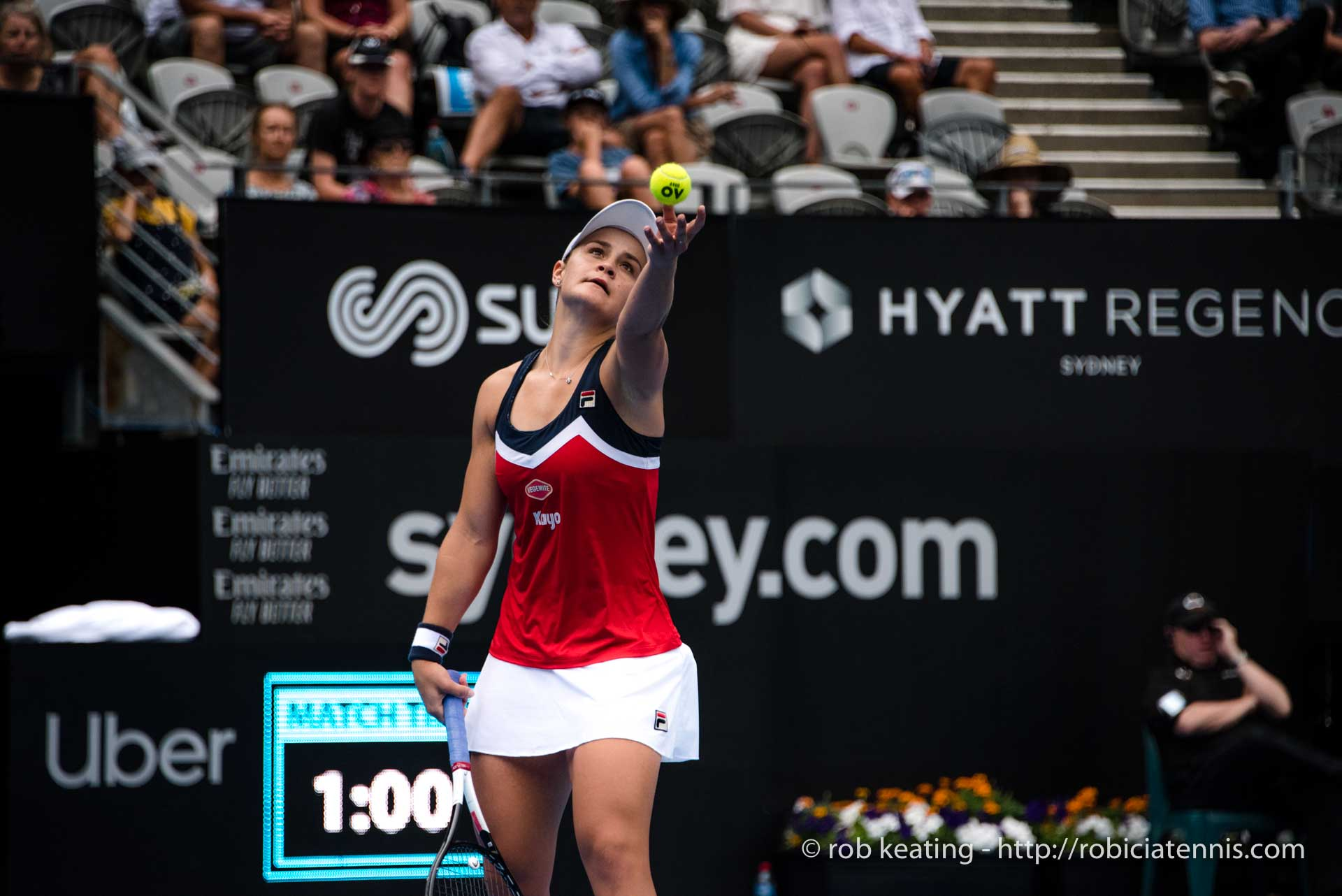
Ashleigh Barty, világelső, a 2019-es Roland Garros győztese, először vesz részt az év végi világbajnokságon
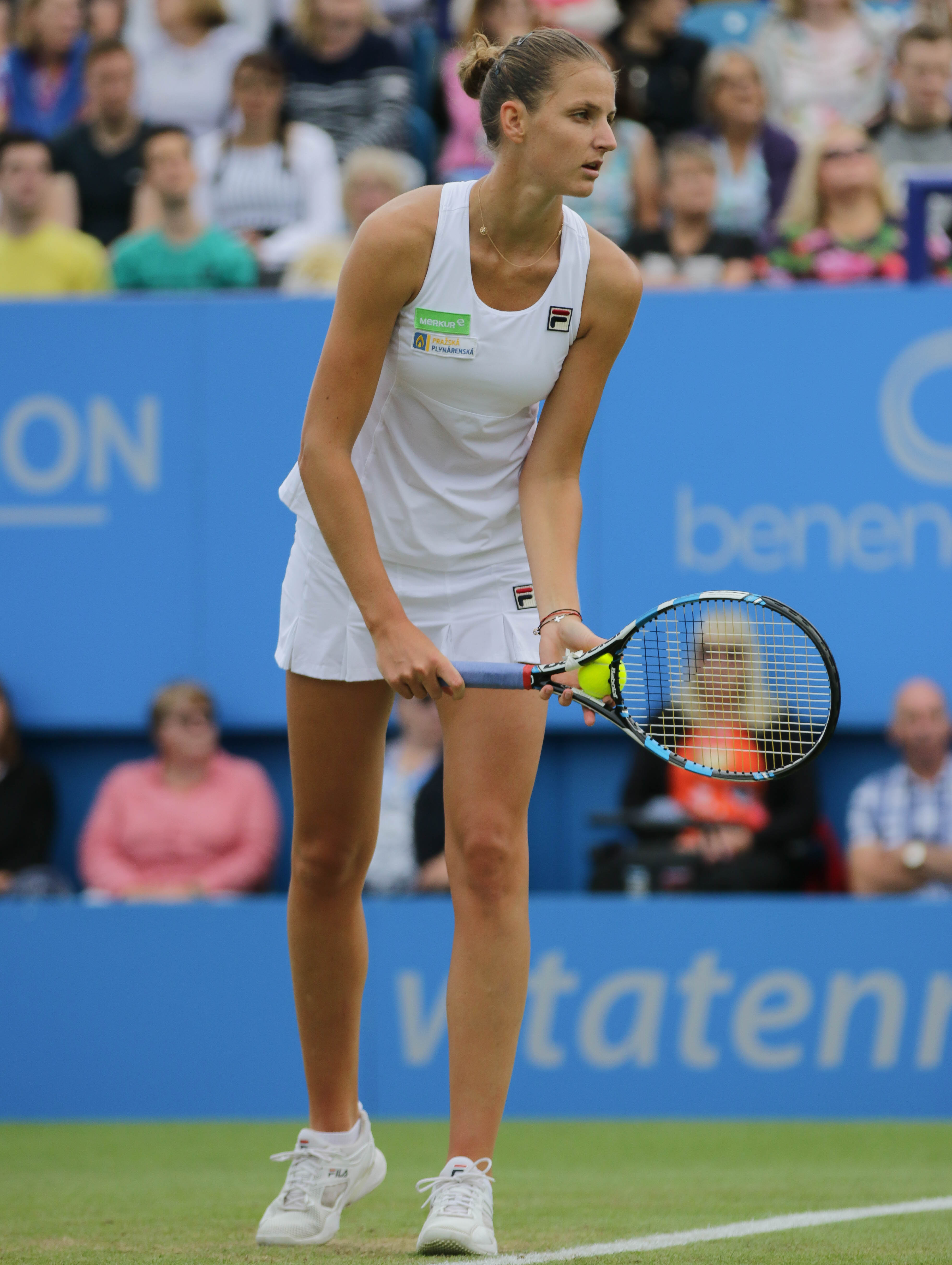
Karolína Plíšková korábbi világelső, 2019-ben négy WTA-torna győztese, negyedszer résztvevője az év végi világbajnokságnak, ahol 2017-ben és 2018-ban az elődöntőig jutott
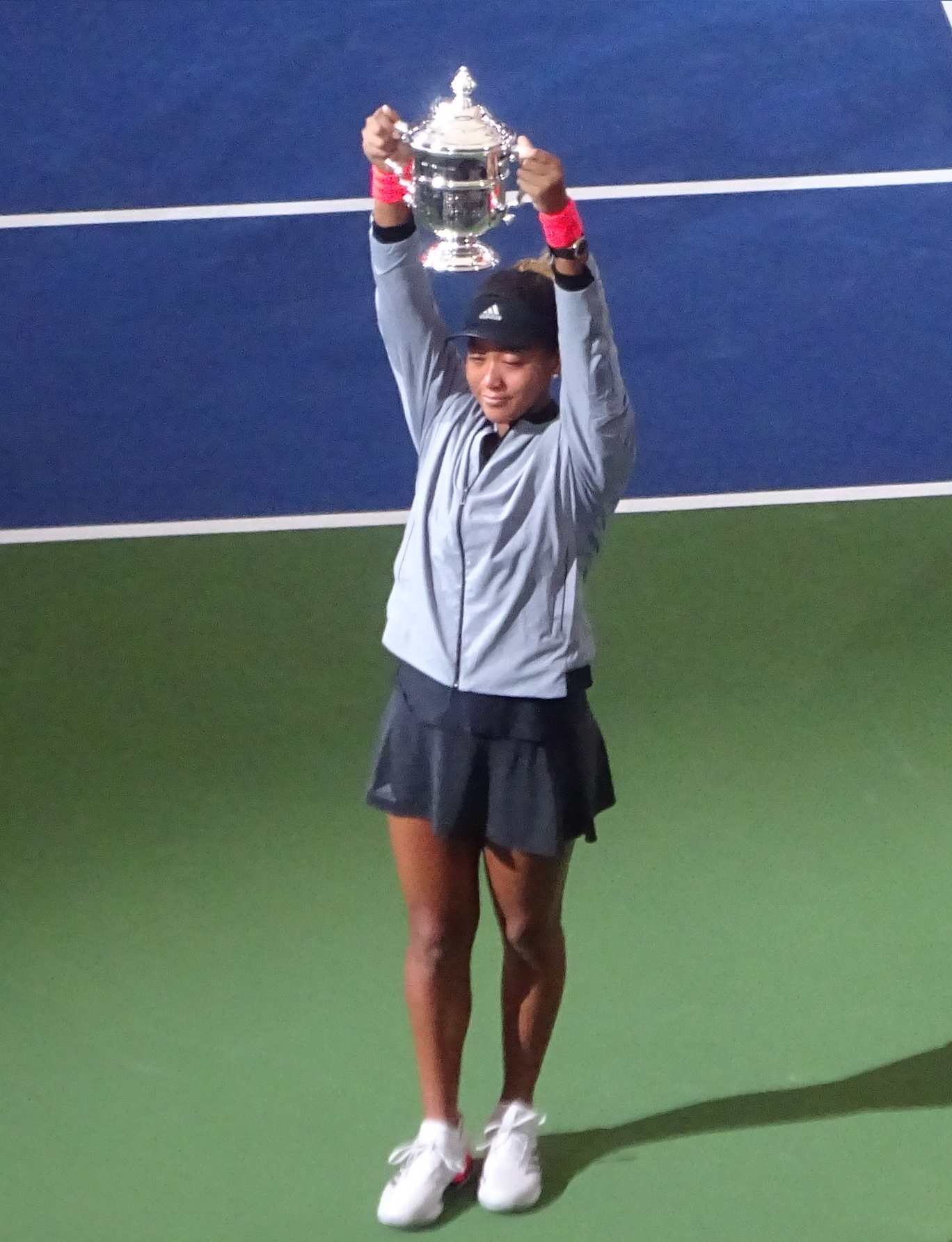
Ószaka Naomi korábbi világelső, kétszeres Grand Slam-tornagyőztes, a 2019-es Australian Open győztese, másodszor vesz részt az év végi világbajnokságon
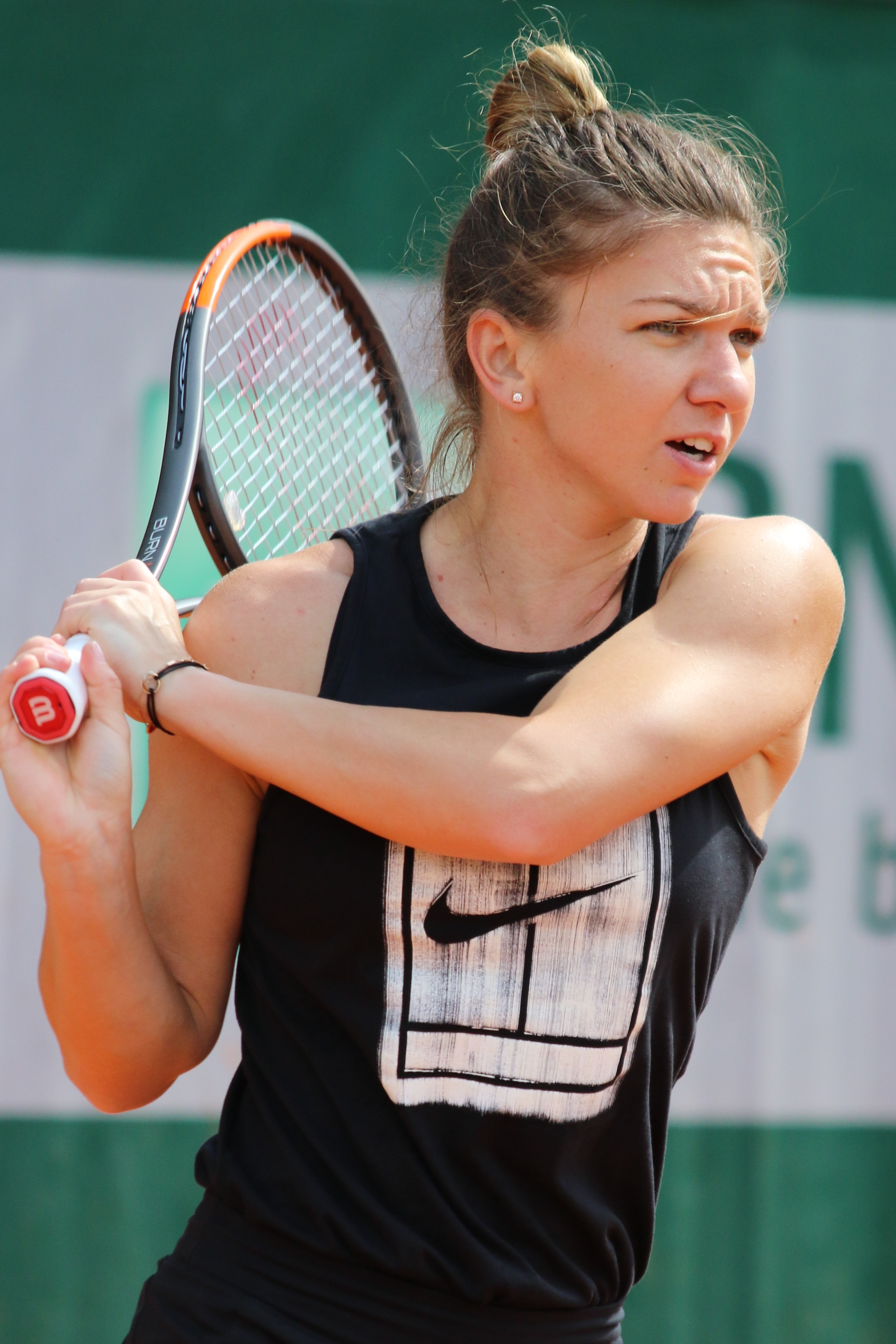
Simona Halep korábbi világelső, kétszeres Grand Slam-tornagyőztes, a 2019-es wimbledoni tenisztorna győztese, ötödször vesz részt az év végi világbajnokságon, ahol 2014-ben döntőt játszott

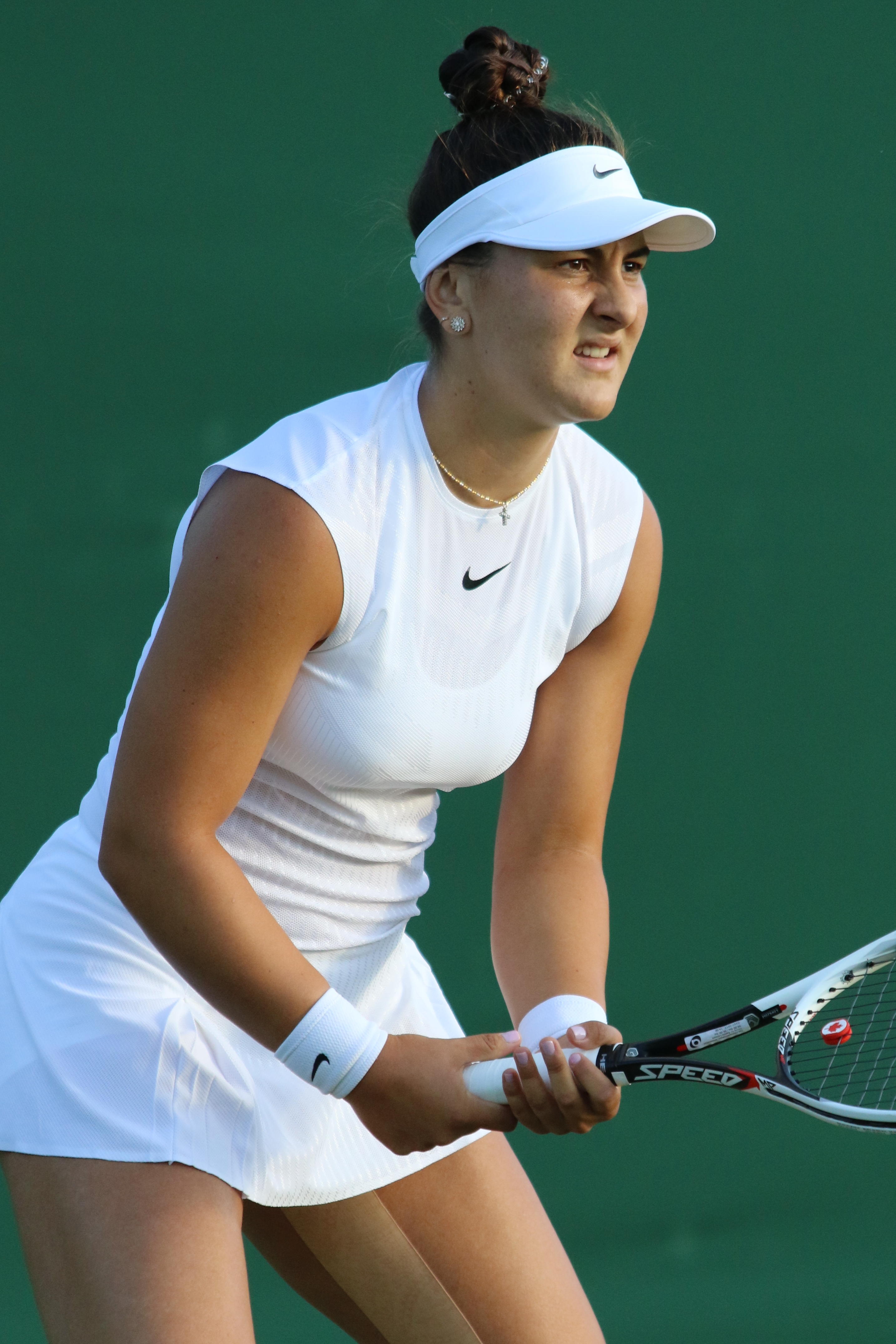
Bianca Andreescu a 2019-es US Open győztese, először résztvevője az év végi világbajnokságnak
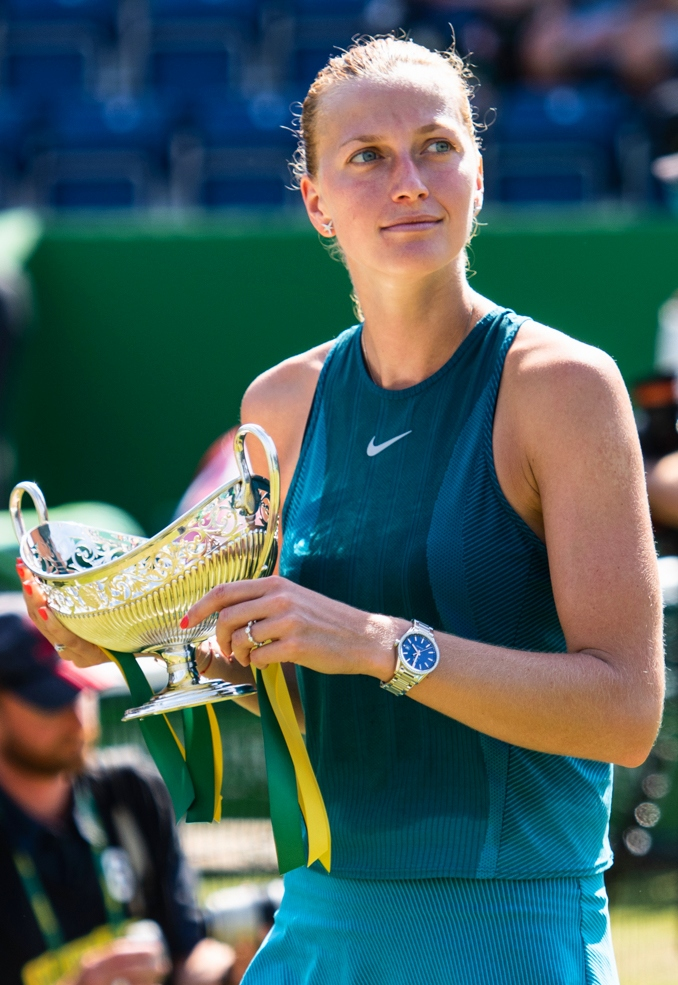
Petra Kvitová kétszeres Grand Slam-tornagyőztes, hetedszer vesz részt az év végi világbajnokságon, amit 2011-ben meg is nyert
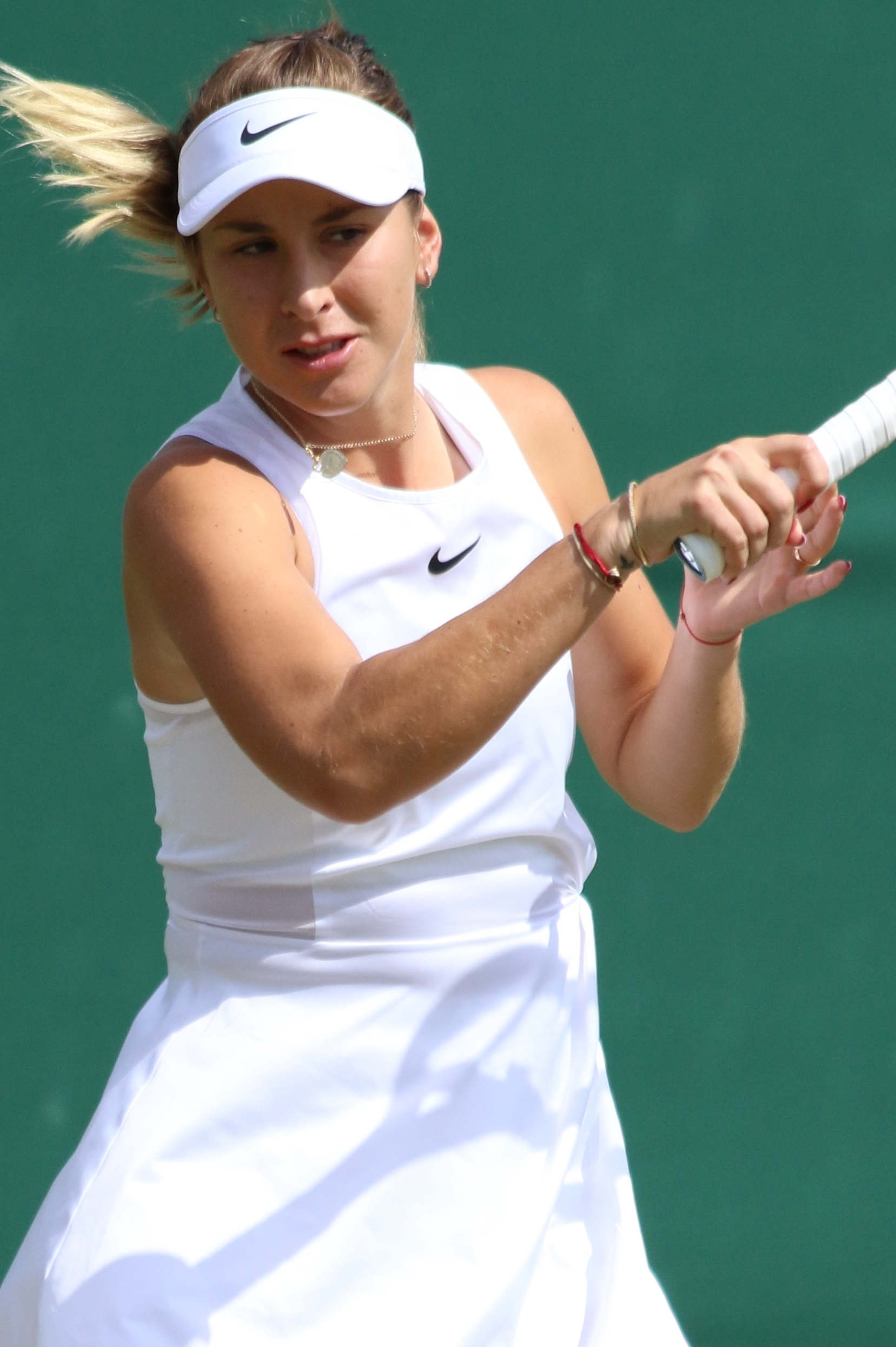
Belinda Bencic 2019-ben két WTA-torna győztese, a US Open elődöntőse, először vesz részt az év végi világbajnokságon
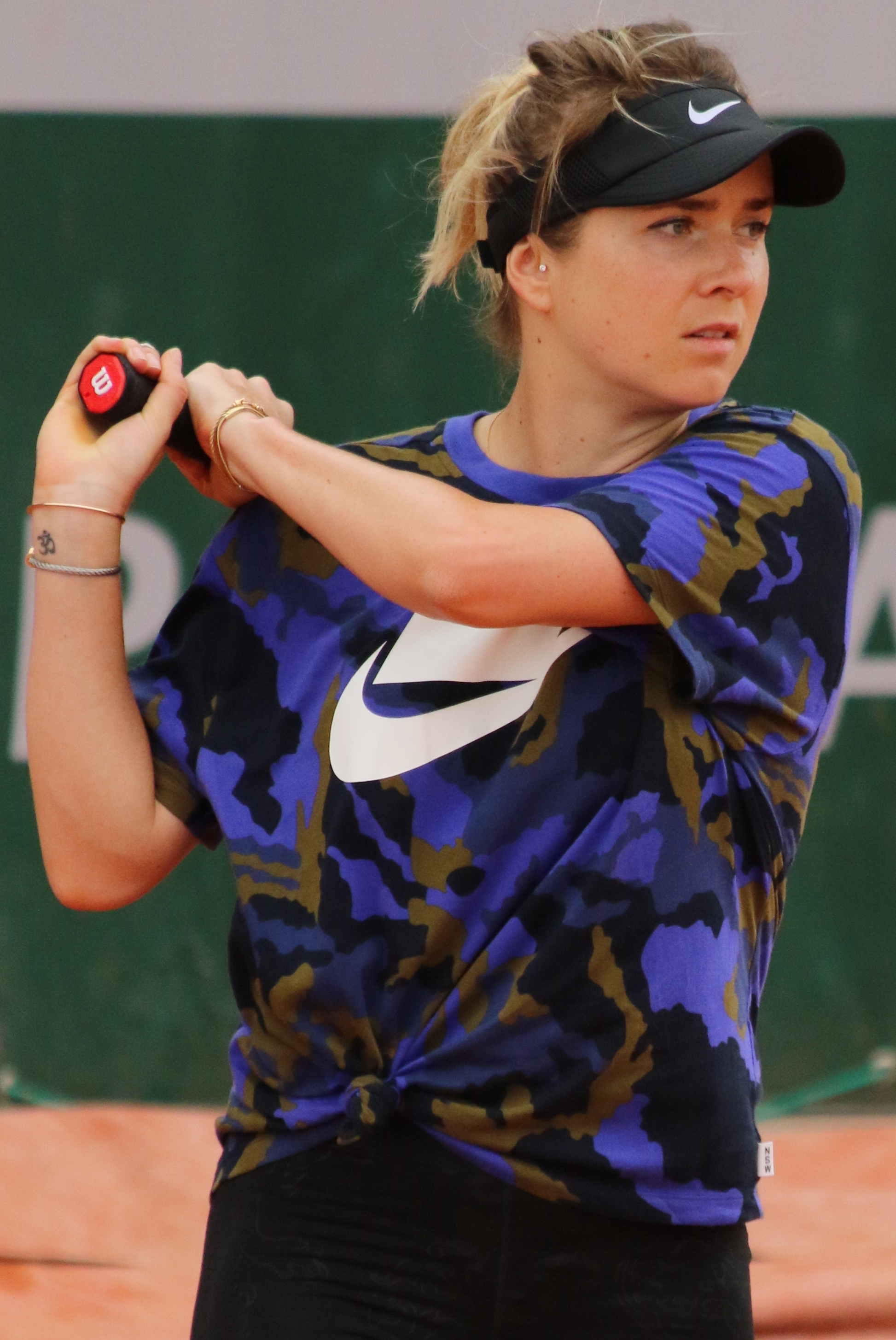
Elina Szvitolina a torna címvédője, 2019-ben két Grand Slam-tornán is az elődöntőig jutott, harmadszor résztvevője az év végi világbajnokságnak

#### Egymás elleni eredmények
|   | Versenyző         | Barty | Plíšková | Ószaka | Halep | Andreescu | Kvitová | Bencic | Szvitolina | Össz. | Idei eredm. |
| - | ----------------- | ----- | -------- | ------ | ----- | --------- | ------- | ------ | ---------- | ----- | ----------- |
| 1 | Ashleigh Barty    |       | 3–2      | 2−2    | 1−3   | 0−0       | 2−4     | 0−0    | 0−5        | 8–16  | 52–11       |
| 2 | Karolína Plíšková | 2−3   |          | 2−2    | 3–7   | 0−1       | 1–3     | 0−1    | 5−3        | 13–20 | 50–15       |
| 3 | Ószaka Naomi      | 2–2   | 2−2      |        | 1−4   | 1−0       | 1–0     | 1–3    | 3–3        | 11–14 | 39–11       |
| 4 | Simona Halep      | 3−1   | 7–3      | 4−1    |       | 0−0       | 3–1     | 2−2    | 5−4        | 24–12 | 44–15       |
| 5 | Bianca Andreescu  | 0−0   | 1−0      | 0−1    | 0−0   |           | 0−0     | 1−0    | 1–0        | 3–1   | 48–5        |
| 6 | Petra Kvitová     | 4−2   | 3−1      | 0−1    | 1−3   | 0−0       |         | 4−1    | 7−2        | 19–10 | 37–13       |
| 7 | Belinda Bencic    | 0−0   | 1−0      | 3–1    | 2−2   | 0–1       | 1−4     |        | 2−1        | 9–9   | 44–20       |
| 8 | Elina Szvitolina  | 5−0   | 3–5      | 3−3    | 4−5   | 0−1       | 2–7     | 1–2    |            | 18–23 | 35–21       |

### A csoportmérkőzések
- Alt = helyettesítő
- r = feladta

#### Vörös csoport
|       |                           | Barty                 | Ószaka Bertens            | Kvitová                 | Bencic                    | Gy–V    | Szett Gy–V | Játék Gy–V  | Helyezés |
| 1     | Ashleigh Barty            |                       | 6–3, 3–6, 4–6 Bertens     | 6–4, 6–2                | 5–7, 6–1, 6–2             | 2–1     | 5–3        | 42–31       | 1.       |
| 3 Alt | Ószaka Naomi Kiki Bertens | 3–6, 6–3, 6–4 Bertens |                           | 7–6(1), 4–6, 6–4 Ószaka | 5–7, 0–1 feladta* Bertens | 1–0 1–1 | 2–1 2–3    | 17–16 15–13 | X 3.     |
| 6     | Petra Kvitová             | 4–6, 2–6              | 6–7(1), 6–4, 4–6 Ószaka   |                         | 3–6, 6–1, 4–6             | 0–3     | 2–6        | 35–42       | 4.       |
| 7     | Belinda Bencic            | 7–5, 1–6, 2–6         | 7–5, 1–0 feladta* Bertens | 6–3, 1–6, 6–4           |                           | 2–1     | 5–3        | 23–30       | 2.       |

*A szabályok szerint a feladott mérkőzés 2–0 arányú győzelemként lett jóváírva Belinda Bencic számára.

#### Lila csoport
|       |                              | Plíšková              | Andreescu Kenin            | Halep                      | Szvitolina         | Gy–V    | Szett Gy–V | Játék Gy–V  | Helyezés |
| 2     | Karolína Plíšková            |                       | 6–3 feladta* Andreescu     | 6–0, 2–6, 6–4              | 6–7(12), 4–6       | 2–1     | 4–3        | 30-26       | 2.       |
| 4 Alt | Bianca Andreescu Sofia Kenin | 3–6 feladta Andreescu |                            | 6–3, 6–7(6), 3–6 Andreescu | 5–7, 6–7(10) Kenin | 0–2 0–1 | 1–4 0–2    | 18–22 11–14 | X 4.     |
| 5     | Simona Halep                 | 0–6, 6–2, 4–6         | 3–6, 7–6(6), 6–3 Andreescu |                            | 5–7, 3–6           | 1–2     | 3–5        | 34–42       | 3.       |
| 8     | Elina Szvitolina             | 7–6(12), 6–4          | 7–5, 7–6(10) Kenin         | 7–5, 6–3                   |                    | 3–0     | 6–0        | 40–29       | 1.       |

*A szabályok szerint a feladott mérkőzés 2–0 arányú győzelemként lett jóváírva Karolína Plíšková számára.

### Döntők
|  | Elődöntők | Elődöntők         | Elődöntők | Elődöntők        | Elődöntők |   |   | Döntő          | Döntő | Döntő | Döntő | Döntő |  |
|  |           |                   |           |                  |           |   |   |                |       |       |       |       |  |
|  | 1         | Ashleigh Barty    | 4         | 6                | 6         |   |   |                |       |       |       |       |  |
|  | 1         | Ashleigh Barty    | 4         | 6                | 6         |   |   |                |       |       |       |       |  |
|  | 2         | Karolína Plíšková | 6         | 2                | 3         |   |   |                |       |       |       |       |  |
|  | 2         | Karolína Plíšková | 6         | 2                | 3         |   | 1 | Ashleigh Barty | 6     | 6     |       |       |  |
|  |           |                   |           |                  |           |   | 1 | Ashleigh Barty | 6     | 6     |       |       |  |
|  |           |                   | 8         | Elina Szvitolina | 4         | 3 |   |                |       |       |       |       |  |
|  | 7         | Belinda Bencic    | 8         | Elina Szvitolina | 4         | 3 | 7 | 3              | 1r    |       |       |       |  |
|  | 7         | Belinda Bencic    |           |                  |           |   |   |                |       |       |       |       |  |
|  | 8         | Elina Szvitolina  | 5         | 6                | 4         |   |   |                |       |       |       |       |  |

## A párosok versenye
| # | Versenyzők                                          | Pont | Verseny | Kvalif. dátuma |
| - | --------------------------------------------------- | ---- | ------- | -------------- |
| 1 | Elise Mertens (BEL) · Arina Szabalenka (BLR)        | 6057 | 11      | szeptember 9.  |
| 2 | Hszi Su-vej (TPE) · Barbora Strýcová (CZE)          | 5490 | 13      | szeptember 2.  |
| 3 | Babos Tímea (HUN) · Kristina Mladenovic (FRA)       | 5211 | 10      | szeptember 23. |
| 4 | Gabriela Dabrowski (CAN) · Hszü Ji-fan (CHN)        | 4635 | 21      | szeptember 30. |
| 5 | Csan Hao-csing (TPE) · Latisha Chan (TPE)           | 4145 | 20      | október 7.     |
| 6 | Barbora Krejčíková (CZE) · Kateřina Siniaková (CZE) | 4000 | 11      | október 14.    |
| 7 | Samantha Stosur (AUS) · Csang Suaj (CHN)            | 3920 | 13      | október 7.     |
| 8 | Anna-Lena Grönefeld (GER) · Demi Schuurs (NED)      | 3895 | 15      | október 14.    |

Elsőként szeptember 2-án Hszie Su-vej és a páros világelső Barbora Strýcová kvalifikálta magát az év végi világbajnokság mezőnyébe. Egy héttel később követte őket Elise Mertens és Arina Szabalenka párosa, akik a US Open megnyerésével lépték át az indulási jogosultságot jelentő ponthatárt. Harmadikként szeptember 23-án a címvédő Babos Tímea–Kristina Mladenovic páros immár harmadszor is bejutott a legjobb nyolc páros közé. Szeptember 30-án őket követte Gabriela Dabrowski és Hszü Ji-fan párosa, majd egy héttel később, október 7-én a kínai Csan testvérpár, Csan Hao-csing és Latisha Chan, valamint Samantha Stosur és Csang Suaj csatlakozott hozzájuk. A mezőny október 14-én vált teljessé, amikor a kétszeres Grand Slam-tornagyőztes Barbora Krejčíková–Kateřina Siniaková páros a Linzben aratott győzelmük után, valamint az Anna-Lena Grönefeld–Demi Schuurs páros is annyi világranglista pontot szerzett, amelyet más páros már nem tudott túlszárnyalni.
A mezőnyben nyolc játékos is állt rövidebb-hosszabb ideig a páros világranglista élén, és párosként is négy olyan páros található a mezőnyben, akik együtt vezették a világranglistát.
Ebben az évben a párosok versenye ugyanolyan rendszerben zajlik, mint az egyéni verseny, azaz a nyolc páros két négyes csoportban körmérkőzést vívott, majd a csoportok első két helyezettje játszott kieséses alapon egymás ellen az elődöntőben.
A tornát ebben az évben is a magyar Babos Tímea és a francia Kristina Mladenovic párosa nyerte, miután a döntőben 6–1, 6–3 arányban legyőzték a tajvani Hszie Su-vej és a cseh Barbora Strýcová párosát, és ezzel megvédték világbajnoki címüket. Babos Tímea sorban harmadszor szerezte meg a trófeát, amely eddig csak Martina Navratilovának sikerült.

### A párosok egymás elleni eredményei
|   | Versenyző                             | Mertens Szabalenka | Hszie Strýcová | Babos Mladenovic | Dabrowski Hszü | Csan Chan | Krejčíková Siniaková | Stosur Csang | Grönefeld Schuurs | Össz. | Idei eredm. |
| - | ------------------------------------- | ------------------ | -------------- | ---------------- | -------------- | --------- | -------------------- | ------------ | ----------------- | ----- | ----------- |
| 1 | Elise Mertens Arina Szabalenka        |                    | 1–1            | 1−1              | 2−0            | 1−0       | 1−1                  | 1−0          | 1−0               | 8–3   | 29–8        |
| 2 | Hszie Su-vej Barbora Strýcová         | 1–1                |                | 1−0              | 3−0            | 2−1       | 0–0                  | 1–0          | 2–0               | 10–2  | 28–8        |
| 3 | Babos Tímea Kristina Mladenovic       | 1−1                | 0−1            |                  | 1–0            | 0−0       | 2–0                  | 2−1          | 0−0               | 6–3   | 23–7        |
| 4 | Gabriela Dabrowski Hszü Ji-fan        | 0−2                | 0–3            | 0−1              |                | 0−1       | 2–0                  | 1−1          | 0−1               | 3–9   | 33–19       |
| 5 | Csan Hao-csing Latisha Chan           | 0−1                | 1−2            | 0−0              | 1−0            |           | 0−2                  | 1–1          | 2–3               | 5–9   | 40–16       |
| 6 | Barbora Krejčíková Kateřina Siniaková | 1−1                | 0−0            | 0−2              | 0−2            | 2−0       |                      | 0−1          | 2−0               | 5–6   | 23–10       |
| 7 | Samantha Stosur Csang Suaj            | 0−1                | 0−1            | 1–2              | 1−1            | 1–1       | 1−0                  |              | 0−0               | 4–6   | 20–12       |
| 8 | Anna-Lena Grönefeld Demi Schuurs      | 0−1                | 0–2            | 0−0              | 1−0            | 3−2       | 0–2                  | 0–0          |                   | 4–7   | 29–17       |

## A párosok csoportmérkőzései

### Vörös csoport
|   |                                  | Mertens Szabalenka | Babos Mladenovic | Csan Chan        | Grönefeld Schuurs | Gy–V | Szett Gy–V | Játék Gy–V | Helyezés |
| 1 | Elise Mertens Arina Szabalenka   |                    | 6–4, 2–6, [5–10] | 7–6(5), 6–4      | 5–7, 6–1, [7–10]  | 1–2  | 4–4        | 32–30      | 3.       |
| 3 | Babos Tímea Kristina Mladenovic  | 4–6, 6–2, [10–5]   |                  | 6–2, 5–7, [10–6] | 7–5, 6–2          | 3–0  | 6–2        | 36–24      | 1.       |
| 5 | Csan Hao-csing Latisha Chan      | 6–7(5–7), 4–6      | 2–6, 7–5, [6–10] |                  | 2–6, 4–6          | 0–3  | 1–6        | 25–37      | 4.       |
| 8 | Anna-Lena Grönefeld Demi Schuurs | 7–5, 1–6, [10–7]   | 5–7, 2–6         | 6–2, 6–4         |                   | 2–1  | 4–3        | 28–30      | 2.       |

### Lila csoport
|   |                                       | Hszie Strýcová   | Dabrowski Hszü   | Krejčíková Siniaková | Stosur Csang     | Gy–V | Szett Gy–V | Játék Gy–V | Helyezés |
| 2 | Hszie Su-vej Barbora Strýcová         |                  | 6–2, 4–6, [9–11] | 6–2, 1–6, [10–5]     | 6–4, 4–6, [10–5] | 2–1  | 5–4        | 29–27      | 1.       |
| 4 | Gabriela Dabrowski Hszü Ji-fan        | 2–6, 6–4, [11–9] |                  | 4–6, 2–6             | 6–4, 4–6, [5–10] | 1–2  | 3–5        | 25–33      | 4.       |
| 6 | Barbora Krejčíková Kateřina Siniaková | 2–6, 6–1, [5–10] | 6–4, 6–2         |                      | 3–6, 6–7(7)      | 1–2  | 3–4        | 29–27      | 3.       |
| 7 | Samantha Stosur Csang Suaj            | 4–6, 6–4, [5–10] | 4–6, 6–4, [10–5] | 6–3, 7–6(7)          |                  | 2–1  | 5–3        | 34–30      | 2.       |

### Párosok döntői
|  | Elődöntők | Elődöntők                        | Elődöntők | Elődöntők                     | Elődöntők |   |   | Döntő                           | Döntő | Döntő | Döntő | Döntő |  |
|  |           |                                  |           |                               |           |   |   |                                 |       |       |       |       |  |
|  | 3         | Babos Tímea Kristina Mladenovic  | 1         | 6                             | [10]      |   |   |                                 |       |       |       |       |  |
|  | 3         | Babos Tímea Kristina Mladenovic  | 1         | 6                             | [10]      |   |   |                                 |       |       |       |       |  |
|  | 7         | Samantha Stosur Csang Suaj       | 6         | 4                             | [8]       |   |   |                                 |       |       |       |       |  |
|  | 7         | Samantha Stosur Csang Suaj       | 6         | 4                             | [8]       |   | 3 | Babos Tímea Kristina Mladenovic | 6     | 6     |       |       |  |
|  |           |                                  |           |                               |           |   | 3 | Babos Tímea Kristina Mladenovic | 6     | 6     |       |       |  |
|  |           |                                  | 2         | Hszie Su-vej Barbora Strýcová | 1         | 3 |   |                                 |       |       |       |       |  |
|  | 8         | Anna-Lena Grönefeld Demi Schuurs | 2         | Hszie Su-vej Barbora Strýcová | 1         | 3 | 1 | 2                               |       |       |       |       |  |
|  | 8         | Anna-Lena Grönefeld Demi Schuurs |           |                               |           |   |   |                                 |       |       |       |       |  |
|  | 2         | Hszie Su-vej Barbora Strýcová    | 6         | 6                             |           |   |   |                                 |       |       |       |       |  |